# Ленинский сельский округ (Московская область)
Ленинский сельский округ — упразднённая административно-территориальная единица, существовавшая на территории Истринского района Московской области в 1994—2006 годах.
Ленинский сельсовет был образован в первые годы советской власти. По данным 1919 года он входил в состав Лучинской волости Звенигородского уезда Московской губернии.
В 1920 году Ленинский с/с был упразднён.
В 1923 году Ленинский с/с был восстановлен в составе Павловской волости Воскресенского уезда путём выделения из Талицкого с/с.
В 1924 году Ленинский с/с был вновь упразднён, а в 1927 вновь восстановлен.
В 1929 году Ленинский с/с был отнесён к Воскресенскому району Московского округа Московской области.
31 августа 1930 года Воскресенский район был переименован в Истринский.
17 июля 1939 года к Ленинскому с/с был присоединён Талицкий с/с (селения Садки и Талицы).
14 июня 1954 года к Ленинскому с/с был присоединён Козино-Нефедьевский сельсовет.
5 августа 1954 года населённый пункт Снегири получил статус рабочего посёлка и был выведен из состава Ленинского с/с.
7 декабря 1957 года Истринский район был упразднён и Ленинский с/с был передан в Красногорский район.
28 июля 1960 года Ленинский с/с был передан в восстановленный Истринский район.
1 февраля 1963 года Истринский район был упразднён и Ленинский с/с вошёл в Солнечногорский сельский район. 11 января 1965 года Ленинский с/с был возвращён в восстановленный Истринский район.
3 декабря 1965 года из Ленинского с/с в административное подчинение рабочему посёлку Нахабино Красногорского района были переданы селения Желябино, Козино и Нефедьево.
3 февраля 1994 года Ленинский с/с был преобразован в Ленинский сельский округ.
В ходе муниципальной реформы 2004—2005 годов Ленинский сельский округ прекратил своё существование как муниципальная единица. При этом посёлок Дедовской школы-интерната и деревня Талицы вошли в городское поселение Дедовск, а остальные населённые пункты — в городское поселение Снегири.
29 ноября 2006 года Ленинский сельский округ исключён из учётных данных административно-территориальных и территориальных единиц Московской области.